# Leprosenhaus (Bad Wurzach)

Leprosenhaus (2012)

Das Leprosenhaus ist ein erstmals 1355 urkundlich erwähntes Siechenhaus für Leprakranke und heute ein Denkmal der Sozial- und Medizingeschichte in der Kurstadt Bad Wurzach in Oberschwaben. An das Leprosenhaus angebaut ist die Leprosenkapelle, die von 1871 bis 1959 der evangelischen Kirchengemeinde als Gotteshaus gedient hatte. Es ist das Geburtshaus des Kunstmalers Sepp Mahler. Ein Teil der Räume sind heute das Sepp-Mahler-Museum im Leprosenhaus.
Das Ensemble mit Kräutergarten befindet sich am westlichen Ortsrand der Stadt am Fuße des Leprosenberges in unmittelbarer Nähe der Saint-Gobain Oberland und dem Wurzacher Ried.

## Geschichte
Der aufkommende Nah- und Fernhandel im Mittelalter sorgte für eine Mobilität in der Bevölkerung. Dies trug zur Ausbreitung von Lepra, Syphilis und Infektionskrankheiten aller Art bei. Der aus dem Handel hervorgehende wachsende Reichtum des städtischen Bürgertums ermöglichte es jedoch, dass mittels Stiftungen sogenannte Leprosorien vor den Stadtmauern entstanden. Insgesamt 191 Leprosenhäuser können im heutigen Baden und Württemberg nachgewiesen werden. Viele der Häuser sind mit eigener Kapelle und Friedhof ausgestattet. Erstmals urkundlich erwähnt wurde der Ort Wurzach am 13. Juni 1273 als „Oppidum Wurzun“. Am 27. Mai 1333 verlieh Kaiser Ludwig der Bayer Hans Truchsess von Waldburg für die „Stadt Wurzun“ das Memminger Stadtrecht. Mit diesem Stadtrecht erhielt Wurzach das Recht der niederen Gerichtsbarkeit, das Marktrecht und das Recht und die Pflicht der Ummauerung.
Das Leprosenhaus außerhalb der Mauern wird erstmals 1355 urkundlich erwähnt.
Am Karfreitag des Jahres 1525, dem 14. April, kam es im Rahmen des Bauernkrieges zur  Schlacht am Leprosenberg in Wurzach. In dieser Schlacht trafen 7.000 Bauern, angeführt von Pfaff Florian von Aichstetten auf das ebenfalls ungefähr 7.000 Mann starke Heer des Schwäbischen Bundes, angeführt von Georg III. Truchsess von Waldburg-Zeil, auch „Bauernjörg“ genannt. In den Jahren 1575 bis 1580 wurden 42 Frauen am Leprosenberg als Hexen verbrannt. Im Jahr 1637 lebten infolge der Einwirkungen des Dreißigjährigen Kriegs und von Seuchen nur noch 19 Bürger in Wurzach.
1675 entstand die Herrschaft Waldburg-Zeil-Wurzach. 1696 wurde das Leprosenhaus abgerissen und neu mit ca. 15 Zimmern aufgebaut. In der Zeit der katholischen Gegenreformation wurde die Kapelle 1720 barockisiert. 1782 wurde das Leprosenhaus aufgelöst und zur Unterkunft für Torfstecher des Wurzacher Riedes. Der letzte Aussätzige verstarb im Jahre 1830.
In den Jahren 1982 bis 1987 wurde das Haus für 1,7 Mio. DM vom Landkreis und der Stadt saniert. 2010 fand in den Räumen des Leprosenhauses eine Teilausstellung der Kreiskunstausstellung des Landkreises Ravensburg statt.

## Denkmal für die österreichischen Krieger

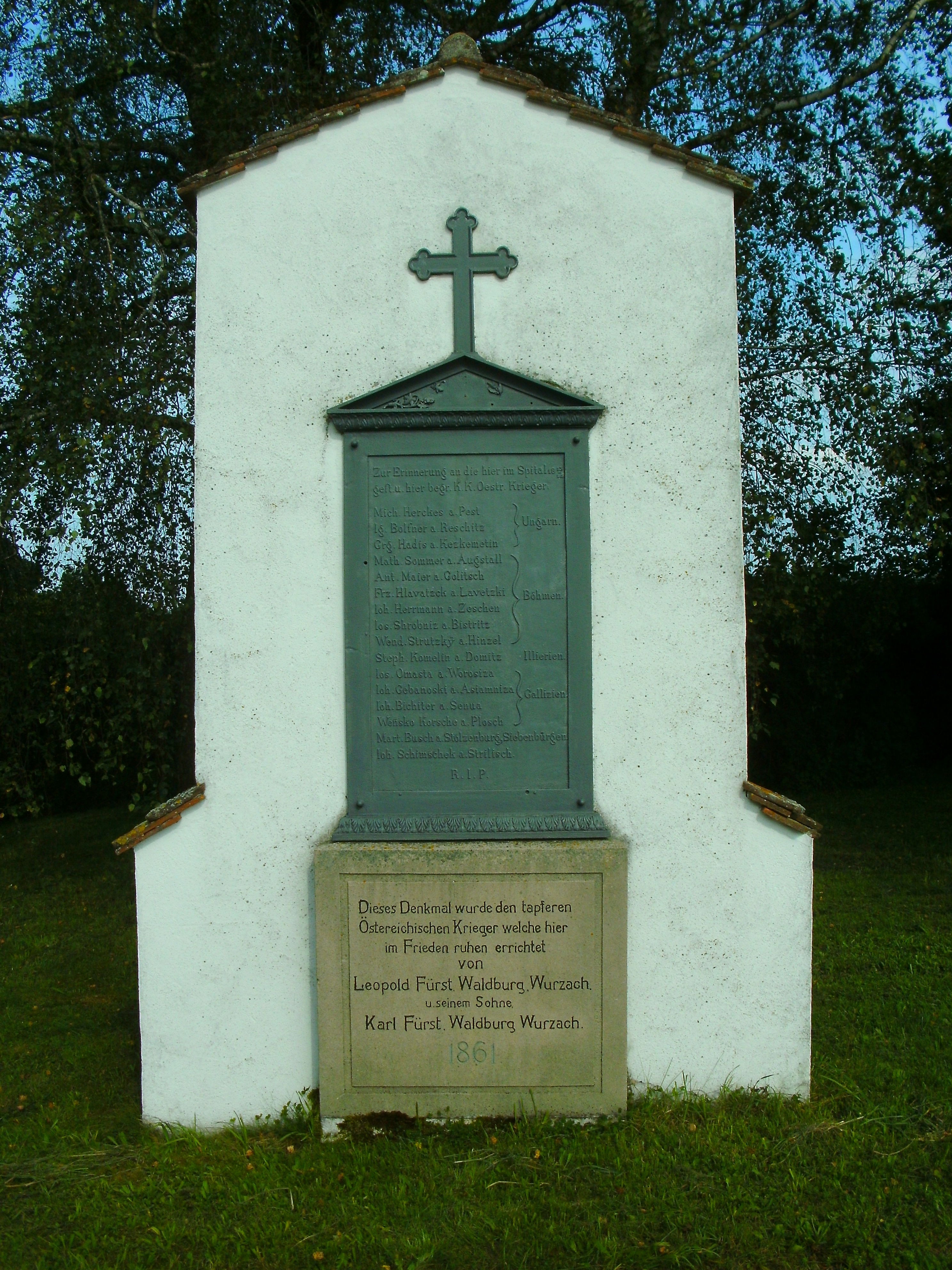
Kriegerdenkmal

Nach dem Reichsdeputationshauptschluss 1803 kam das weltliche Waldburg-Wurzachsche Territorium unter die Landeshoheit des Königreichs Württemberg und wurde dem Oberamt Leutkirch zugeordnet.
Zwischen 1813 und 1814 wurden während der Befreiungskriege in Wurzach insgesamt 35.301 Soldaten und 9724 Pferde verpflegt. Das Leprosenhaus wurde für insgesamt 4.003 der verwundeten Soldaten der durchziehenden Armee zum Lazarett umfunktioniert. Die einzelnen Regimenter waren:
- Esterházy
- Kaiser Kürassiere
- Seekler Husaren
- Wenzel Colloredo
- Erzherzog Rainer
- Kaunitz (Austerlitz)
- Baron Zach

Leopold Fürst von Waldburg-Wurzach ließ 1861 ein Denkmal für die 16 Soldaten errichten, die während des Aufenthalts am Leprosenhaus starben. Im östlichen Bereich des heutigen Kräutergartens befand sich der Leprosenfriedhof.
Im Jahre 1992 wurde oberhalb des Gartens auf dem Leprosenberg ein Arma-Christi-Kreuz aufgestellt. Es soll an die verscharrten Selbstmörder, verbrannten Hexen und die im Bauernkrieg umgekommenen Bauern erinnern.